# Robert Sommer (Politiker)
Robert Sommer (* 5. Mai 1894 in Pankow, Kreis Niederbarnim; † 14. September 1957) war ein deutscher Betriebsleiter und Parlamentsabgeordneter der DDR-Blockpartei LDPD.

## Leben
Sommer war der Sohn eines Kaufmannes und besuchte die Volks- und die Realschule in Pankow. Danach erlernte den Beruf eines Industriekaufmannes und war danach als Handlungsreisender und selbstständiger Vertreter tätig.
Nach Ende des Zweiten Weltkrieges war er ab 1945 beim Wirtschaftsamt Görlitz tätig und übernahm im darauffolgenden Jahr 1946 für einige Monate die Funktion des Bürgermeisters von Görlitz. 1953 übernahm er die Funktion des kaufmännischen Leiters des VEB Süßwarenfabrik Görlitz. Im Zuge des Aufstands vom 17. Juni 1953 wurde Sommer von der Belegschaft der Süßwarenfabrik erwischt und verprügelt. 1955 wechselte er als Betriebsleiter an die Wohnungs- und Grundstücksverwaltung des Kreises Görlitz-Stadt.

## Politik
Sommer trat 1946 der in der Sowjetischen Besatzungszone neugegründeten LDPD bei und wurde 1948 in den Bezirksvorstand der LDPD in Dresden gewählt. Außerdem gehörte er dem Kreisausschuss für Einheit und Frieden an und war ehrenamtlich im Sekretariat der Nationalen Front im Kreis Görlitz-Stadt tätig. Seit 1953 vertrat er die LDPD im Rat der Stadt Görlitz.
Bereits in der Provisorischen Volkskammer rückte Sommer im April 1950 für ein ausgeschiedenes Mitglied der LDP-Fraktion nach. In den beiden darauffolgenden Wahlperioden von 1950 bis 1954 und von 1954 bis zu seinem Tod 1957 gehörte Sommer ebenfalls der Volkskammer der DDR an.